# Doon Castle (Broch)

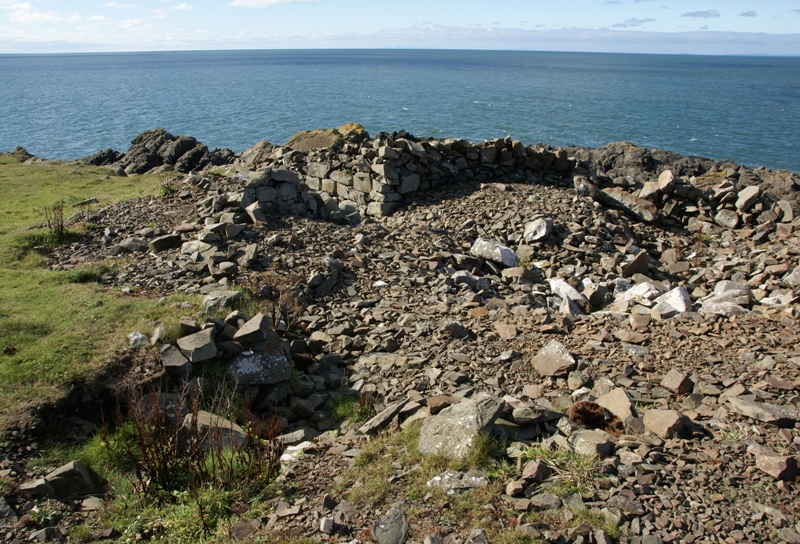
Broch Doon Castle

Doon Castle, auf der Südhälfte der Halbinsel Rhins of Galloway, bei Ardwell in Dumfries and Galloway in Schottland, ist ein Broch auf der schmalen Landzunge Ardwell Point, südlich der Ardwell Bay am Nordkanal. Die Mehrzahl der Brochs liegt im Norden Schottlands und Doon Castle ist das südlichste und beste von wenigen Beispielen im Südwesten. 

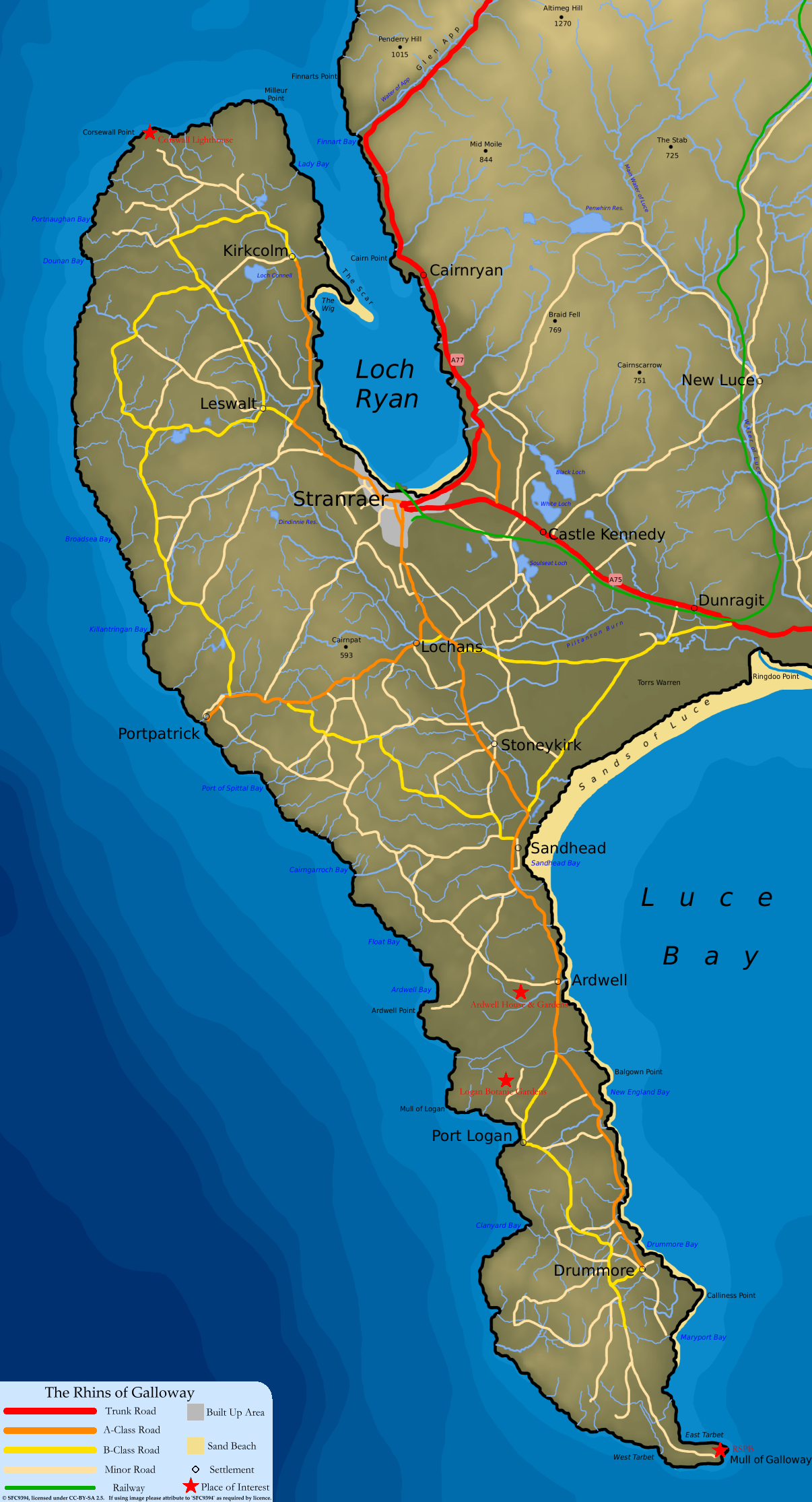
Halbinsel Rhins of Galloway

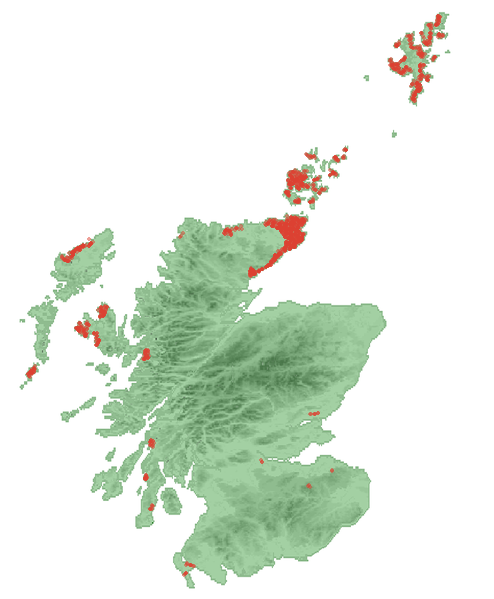
Verbreitung von Brochs - rot

Es ist nicht zu verwechseln mit Loch Doon Castle, einer Burgruine auf einer Insel in Loch Doon oder Doon Fort in Donegal.

## Beschreibung
Der Platz des Brochs ist vom Land abgeschnitten durch eine Mauer und einen Graben, den ein Damm überspannt. Der Broch ist vergleichsweise gut erhalten. Er hat einen Zugang auf der See- und einen zweiten auf der Landseite, was sehr ungewöhnlich und nur durch die Lage auf dem Vorgebirge verständlich ist. Die Kammer hat über neun Meter Durchmesser innerhalb einer 3,75 m starken Mauer. Das Innere des Brochs ist mit Schutt bedeckt. Die Reste der Mauer stehen bis zu einer Höhe von 1,8 m an. Es gibt eine Nische auf der Ostseite. Wahrscheinlich gab es eine zweite auf der Westseite. Die außen schmaleren Zugänge haben Anschläge für die Türen. 
Das Außenwerk besteht aus einer mehr als 2,6 m dicken Mauer, die eine Fläche von 14 m × 10 m zwischen dem Broch und dem Ende der Landzunge umschließt. 